# R&B/Hip-Hop Airplay
R&B/Hip-Hop Airplay, tidigare Hot R&B/Hip-Hop Airplay, är en amerikansk singellista utgiven av Billboard. Den rankar de mest spelade låtarna på amerikanska radiostationer. Den utgörs av 40 platser. 
Rekordet för en högst debuterande låt på listan (förstaplatsen) hålls av Janet Jackson och hennes singel "That's the Way Love Goes" (1993).